# Don Francisco (Guanajuato)
Don Francisco es una localidad del estado mexicano de Guanajuato. Es parte del municipio de San Miguel de Allende.

## Demografía
| Gráfica de evolución demográfica |
|                                  |

| Censo | Población |
| ----- | --------- |
| 1921  | 40        |
| 1930  | 132       |
| 1940  | 25        |
| 1950  | 46        |
| 1960  | 80        |
| 1970  | 203       |
| 1980  | 335       |
| 1990  | 429       |
| 2000  | 562       |
| 2010  | 1 010     |
| 2020  | 1 272     |